# 2001 DV108
2001 DV108, também escrito como 2001 DV108, é um objeto transnetuniano (TNO) que está localizado no cinturão de Kuiper, uma região do Sistema Solar. O mesmo possui uma magnitude absoluta de 8,2 e tem um diâmetro com cerca de 101 km.

## Descoberta
2001 DV108 foi descoberto no dia 22 de fevereiro de 2001 pelos astrônomos D. Kinoshita, J. Watanabe, e T. Fuse.

## Órbita
A órbita de 2001 DV108 tem uma excentricidade de 0,267 e possui um semieixo maior de 46,277 UA. O seu periélio leva o mesmo a uma distância de 33,915 UA em relação ao Sol e seu afélio a 58,638 UA.